# Établissement du port
En océanographie, l'établissement du port en un lieu donné est le retard moyen de la pleine mer sur l'instant du passage de la Lune au méridien du lieu.
En théorie, la pleine mer se produit lorsque la Lune culmine supérieurement ou inférieurement mais dans la réalité, il existe un délai dû à différents facteurs (essentiellement bathymétriques). L'établissement du port varie fortement d'un lieu à l'autre de la planète, mais est relativement constant en un lieu précis, il traduit le temps de propagation de l'onde de marée, une carte cotidale affiche les lignes reliant les lieux ayant la pleine mer au même moment.
| Port                       | Établissement |
| -------------------------- | ------------- |
| Boulogne-sur-Mer           | 11 h 21 min   |
| Saint-Malo                 | 6 h 08 min    |
| Brest                      | 3 h 45 min    |
| Concarneau                 | 3 h 27 min    |
| Port-Joinville (Île d'Yeu) | 3 h 16 min    |
| Pointe de Grave            | 3 h 49 min    |
| Cap Ferret                 | 3 h 49 min    |

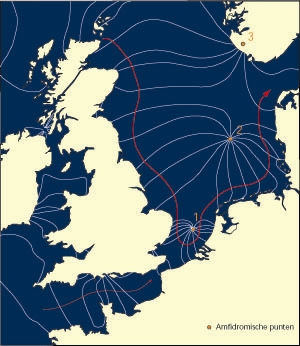
Lignes cotidales.

L'onde de marée met 7 h 36 min pour passer de Brest à Boulogne-sur-Mer, elle est freinée dans son parcours en Manche. Pourtant la longitude de Brest est 4° 30′ W et celle de Boulogne-sur-Mer 1° 36′ E, la Lune passe au méridien de Boulogne-sur-Mer 24 minutes avant de passer au méridien de Brest.
L'établissement du port permet d'estimer sommairement les marées, sachant le passage de la Lune au méridien. Il ne s'applique qu'aux marées de type semi-diurne, c'est-à-dire pour lesquelles la composante diurne est faible.
L'établissement du port est calculé par rapport au méridien local (en l'absence d'autre précision, on parle d'établissement moyen) ou par rapport au méridien de Greenwich : on parle détablissement moyen relatif rapporté à Greenwich.
On peut lui ajouter la notion d'âge de la marée, le retard entre le maximum d'amplitude de la marée et le maximum d'action des astres.
Au VIIIe siècle, Bède le Vénérable a été le premier à « affirmer l'existence et la constance, en chaque lieu, d'un retard de la marée sur l'heure lunaire».